# Provortex karlingi
Provortex karlingi är en plattmaskart som beskrevs av Ax 1951. Provortex karlingi ingår i släktet Provortex och familjen Provorticidae. Arten är reproducerande i Sverige. Inga underarter finns listade i Catalogue of Life.